# Płacz za małym synkiem Uglješą
Płacz za małym synkiem Uglešą (serb. Туга за младенцем Угљешом) – krótki średniowieczny utwór poetycki o charakterze żałobnym, wyrażający smutek matki po utracie dziecka. Autorką utworu jest Jelena, córka serbskiego możnowładcy Vojichny.
Utwór powstał krótko po śmierci czteroletniego Uglješy, który był synem Jeleny Mrnjačević i serbskiego despoty Seresu, Jovana Uglješy. Tekst utworu został wygrawerowany w srebrze na zewnętrznej stronie drewnianego chrzcielnego dyptyku, mającego kształt księgi. Mały Uglješa został pochowany w klasztorze Chilandar, gdzie spoczął obok dziadka (Vojichny), ojca Jeleny. W Chilandarze znalazł się również i dyptyk, zawieziony tam w darze ok. 1368–1371 przez Jovana Uglješę.
Tekst złożony jest z dwu części: w pierwszej Jelena opisuje swój dar dla klasztoru (dyptyk) i pisze o swej stracie. W drugiej zwraca się do Chrystusa i Bogurodzicy przedstawiając swój matczyny żal po śmierci dziecka. Utwór ten, wraz z dwoma innymi tekstami napisanymi przez Jelenę (znaną także pod imieniem zakonnym Jefimija) zaliczany jest ze względu na tematykę, kompozycję oraz sposób obrazowania, do najpiękniejszych dzieł średniowiecznej literatury serbskiej.
Przekład na język polski utworu Płacz za małym synkiem Uglješą dokonany został przez Teresę Wątor-Naumow i znalazł się w tomie Dar Słowa. Ze starej literatury serbskiej, opracowanym przez A. Naumowa, Łódź 1983, s. 207.